# Kościół św. Maksymiliana Marii Kolbego w Dziwnówku
Kościół pw. św. Maksymiliana Marii Kolbego w Dziwnówku  – współczesny kościół parafialny wzniesiony w 1982 roku, położony w Dziwnówku, w województwie zachodniopomorskim, w powiecie kamieńskim, w gminie Dziwnów.

## Opis
Architerktura świątyni nawiązuje do szałasu nad Zalewem Kamieńskim, gdzie dawniej odprawiano msze dla mieszkańców i turystów. Nad wejściem znajduje się chór z organami. W prezbiterium, w centralnej części ściany, umieszczono duży, trójdzielny witraż, przedstawiający Matkę Bożą Niepokalaną oraz patrona parafii – św. Maksymiliana Marię Kolbego. Pod witrażem stoi współczesny, drewniany tryptyk, stylizowany na gotycki, z figurami Matki Boskiej, św. Maksymiliana z koroną z drutu kolczastego oraz św. Franciszka z Asyżu, otoczonego ptakami. W bocznych częściach tryptyku znajdują się rzeźby świętych. Po lewej stronie umieszczono złote tabernakulum, ozdobione symbolami chleba i ryb. Przed prezbiterium wisi okręt jako dar wotywny. W kościele znajduje się także popiersie bł. Jana Pawła II oraz rzeźba św. Antoniego z Padwy w habicie, trzymającego chleb. 
Przed kościołem znajduje się wybrukowany plac z herbem Dziwnówka, który przedstawia słońce i rybę w wodzie. Sam kościół wyróżnia się nowoczesną architekturą, z główną nawą poprzedzoną przedsionkiem, a w bocznej nawie znajduje się kaplica i chór organowy.

## Historia
Od początku istnienia wsi w Dziwnówku brakowało świątyni, a wierni musieli udawać się do Kamienia Pomorskiego, oddalonego o 9 km. Po II wojnie światowej sytuacja nieco się poprawiła – w niedziele msze święte odbywały się w remizie pogotowia morskiego w sąsiednim Dziwnowie, a od lat 70. XX wieku funkcjonuje tam kościół pw. św. Józefa. Mimo to, mieszkańcy Dziwnówka bardzo pragnęli mieć własny kościół. Dzięki ich staraniom, 18 lipca 1982 roku ks. biskup Stanisław Stefanek poświęcił kamień węgielny pod budowę świątyni. Dzięki zaangażowaniu miejscowych i przyjezdnych, w tym samym roku rozpoczęto budowę kościoła według projektu inż. Jerzego Okińskiego. Prace trwały jedynie trzy miesiące [sic!], a już 16 października 1982 roku odbyło się uroczyste poświęcenie świątyni. 